# Pro Sesto 1913 2021-2022
Questa voce raccoglie le informazioni riguardanti la Pro Sesto nelle competizioni ufficiali della stagione 2021-2022.

## Stagione
Nella stagione 2021-2022 la Pro Sesto disputa il girone A del campionato di Serie C, raccoglie 38 punti con il 17º posto finale. Per ottenere la salvezza deve disputare il Play-out contro il Seregno, le due partite terminano (1-1) dando la Salvezza alla Pro Sesto, meglio piazzata in campionato. Tre i tecnici che si sono alternati sulla panchina biancoazzurra, riuscendo a raggiungere l'obiettivo stagionale, anche se con qualche batticuore. Miglior realizzatore stagionale il romano Riccardo Capogna autore di 7 reti. Nella Coppa Italia di Serie C subito fuori dal torneo superati (2-3) dalla Juventus U23.

## Divise e sponsor
Il fornitore tecnico per la stagione 2021-2022 è Erreà. Lo sponsor di maglia è Il gigante.
| Casa | Trasferta | Terza divisa |

## Rosa
| N. |                           | Ruolo | Calciatore               |
| -- | ------------------------- | ----- | ------------------------ |
| 1  | Italia (bandiera)         | P     | Federico Del Frate       |
| 2  | Italia (bandiera)         | D     | Federico Mazzarani       |
| 3  | Italia (bandiera)         | D     | Cristian Maldini         |
| 4  | Italia (bandiera)         | C     | Tommaso Gattoni          |
| 5  | Italia (bandiera)         | D     | Simone Pecorini          |
| 6  | Italia (bandiera)         | D     | Fabio Della Giovanna     |
| 7  | Italia (bandiera)         | A     | Alessandro Capelli       |
| 8  | Italia (bandiera)         | C     | Luciano Gualdi           |
| 9  | Italia (bandiera)         | A     | Daniele Buongiorno       |
| 9  | Italia (bandiera)         | C     | Daniel Bezziccheri       |
| 10 | Italia (bandiera)         | A     | Luca Scapuzzi (capitano) |
| 11 | Italia (bandiera)         | A     | Daniele Grandi           |
| 12 | Italia (bandiera)         | P     | Fabrizio Bagheria        |
| 13 | Italia (bandiera)         | D     | Manuel Marzupio          |
| 14 | Italia (bandiera)         | C     | Michael Brentan          |
| 15 | Costa d'Avorio (bandiera) | C     | Moussa Kone              |
| 16 | Italia (bandiera)         | D     | Mattia Lucarelli         |

| N. |                    | Ruolo | Calciatore           |
| -- | ------------------ | ----- | -------------------- |
| 17 | Italia (bandiera)  | A     | Gabriele Motta       |
| 17 | Italia (bandiera)  | C     | Alessandro Sala      |
| 19 | Italia (bandiera)  | D     | Denis Caverzasi      |
| 20 | Italia (bandiera)  | A     | Riccardo Capogna     |
| 21 | Francia (bandiera) | D     | Théo Parrinello      |
| 21 | Italia (bandiera)  | D     | Andrea Adamoli       |
| 22 | Italia (bandiera)  | P     | Francesco Serra      |
| 23 | Italia (bandiera)  | D     | Lorenzo Giubilato    |
| 24 | Italia (bandiera)  | C     | Jacopo Gianelli      |
| 25 | Italia (bandiera)  | A     | Carmine De Sena      |
| 26 | Italia (bandiera)  | C     | Francesco Cerretelli |
| 27 | Italia (bandiera)  | A     | Matteo Ferrero       |
| 29 | Italia (bandiera)  | C     | Federico Marchesi    |
| 30 | Italia (bandiera)  | D     | Dario Toninelli      |
| 32 | Italia (bandiera)  | C     | Andrea Ghezzi        |
| 89 | Italia (bandiera)  | A     | Guido Marilungo      |

## Calciomercato

### Sessione estiva(dal 01/07 al 31/08)
| Acquisti | Acquisti             | Acquisti        | Acquisti   |
| R.       | Nome                 | da              | Modalità   |
| -------- | -------------------- | --------------- | ---------- |
| P        | Fabrizio Bagheria    | Inter           | prestito   |
| D        | Fabio Della Giovanna | Imolese         | svincolato |
| D        | Mattia Lucarelli     | Ternana         | prestito   |
| D        | Manuel Marzupio      | Cavese          | definitivo |
| D        | Federico Mazzarani   | Ternana         | prestito   |
| C        | Michael Brentan      | Sampdoria       | prestito   |
| C        | Francesco Cerretelli | Cremonese       | prestito   |
| C        | Andrea Ghezzi        | Brescia         | prestito   |
| C        | Moussa Koné          | Parma           | prestito   |
| A        | Daniele Buongiorno   | Lavagnese       | svincolato |
| A        | Alessandro Capelli   | Città di Varese | svincolato |
| A        | Riccardo Capogna     | Lecco           | svincolato |
| A        | Daniele Grandi       | Brusaporto      | svincolato |

| Cessioni | Cessioni            | Cessioni   | Cessioni      |
| R.       | Nome                | a          | Modalità      |
| -------- | ------------------- | ---------- | ------------- |
| P        | Stefano Coco        | Campobasso | svincolato    |
| P        | Alessandro Livieri  | Pisa       | fine prestito |
| D        | Andrea Bosco        |            | svincolato    |
| D        | Michele Franco      |            | fine carriera |
| D        | David Magonara      | Vado       | svincolato    |
| D        | Michael Ntube       | Inter      | fine prestito |
| C        | Alessandro Di Munno | Monza      | fine prestito |
| C        | Luca Palesi         | Olbia      | svincolato    |
| C        | Alessandro Sala     | Milan      | fine prestito |
| C        | Tommaso Sparviero   |            | svincolato    |
| A        | Miloš Bočić         | Pescara    | fine prestito |
| A        | Martino Cominetti   | Fanfulla   | svincolato    |
| A        | Alessandro Costa    | Ambrosiana | svincolato    |
| A        | Felice D'Amico      | Sampdoria  | fine prestito |
| A        | Claudio Maffei      | Pisa       | fine prestito |
| A        | Cristian Mutton     | Pontedera  | svincolato    |
| A        | Bismark Ngissah     | Skënderbeu | svincolato    |
| A        | Federico Pelle      |            | svincolato    |
| A        | Zak Ruggiero        | Crotone    | fine prestito |

### Sessione invernale(dal 03/01 al 31/01)
| Acquisti | Acquisti        | Acquisti       | Acquisti   |
| R.       | Nome            | da             | Modalità   |
| -------- | --------------- | -------------- | ---------- |
| D        | Andrea Adamoli  | Empoli         | prestito   |
| D        | Dario Toninelli | Como           | definitivo |
| C        | Alessandro Sala | Milan          | prestito   |
| A        | Carmine De Sena | Sambenedettese | definitivo |
| A        | Guido Marilungo | Ternana        | prestito   |

| Cessioni | Cessioni           | Cessioni    | Cessioni   |
| R.       | Nome               | a           | Modalità   |
| -------- | ------------------ | ----------- | ---------- |
| D        | Théo Parrinello    | Vis Pesaro  | definitivo |
| A        | Daniele Buongiorno |             | svincolato |
| A        | Gabriele Motta     | Villa Valle | definitivo |

### Operazioni successive alla sessione invernale
| Acquisti | Acquisti           | Acquisti | Acquisti   |
| R.       | Nome               | da       | Modalità   |
| -------- | ------------------ | -------- | ---------- |
| C        | Daniel Bezziccheri |          | svincolato |

| Cessioni | Cessioni | Cessioni | Cessioni |
| R.       | Nome     | a        | Modalità |
| -------- | -------- | -------- | -------- |

## Risultati

### Serie C

#### Girone di andata
| Arbitro: | Di Cicco (Lanciano) |

|                  |           |  |
| Corti 85’ (rig.) | Marcatori |  |

| Arbitro: | D'Eusanio (Faenza) |

|                   |           |                         |
| Grandi 57’ (rig.) | Marcatori | 12’ Comi 33’ Emmanuello |

| Arbitro: | Milone (Taurianova) |

|                                     |           |              |
| Della Giovanna 79’ (aut.) Barit 80’ | Marcatori | 26’ Pecorini |

| Sesto San Giovanni 18 settembre 2021, ore 17:30 CEST 4ª giornata | Pro Sesto       | 0 – 0 referto | Fiorenzuola | Stadio Ernesto Breda (190 spett.)\| Arbitro: \| Cenci (Carrara) \| |
| Arbitro:                                                         | Cenci (Carrara) |               |             |                                                                    |

| Arbitro: | Perri (Roma) |

|                                                 |           |  |
| Del Frate 35’ (aut.) Maistrello 71’ Sarli 90+5’ | Marcatori |  |

| Arbitro: | Turrini (Firenze) |

|  |           |              |
|  | Marcatori | 2’ Procaccio |

| Arbitro: | Zamagni (Cesena) |

|                 |           |                      |
| Di Molfetta 86’ | Marcatori | 90+5’ (rig.) Capogna |

| Arbitro: | Bordin (Bassano del Grappa) |

|             |           |                 |
| Capogna 71’ | Marcatori | 90+1’ Saporetti |

| Arbitro: | Centi (Viterbo) |

|                |           |                         |
| Codromaz 45+2’ | Marcatori | 12’ Capelli 28’ Gattoni |

| Arbitro: | Giordano (Novara) |

|                          |           |                          |
| Gattoni 26’ Ghezzi 90+1’ | Marcatori | 37’ Ceravolo 53’ Terrani |

| Arbitro: | Delrio (Reggio Emilia) |

|                |           |             |
| Da Graca 90+1’ | Marcatori | 33’ Capogna |

| Arbitro: | Scatena (Avezzano) |

|  |           |             |
|  | Marcatori | 86’ Brentan |

| Arbitro: | Gualtieri (Asti) |

|  |           |                      |
|  | Marcatori | 11’ (rig.) Casiraghi |

| Arbitro: | Catanoso (Reggio Calabria) |

|              |           |  |
| Gerbaudo 24’ | Marcatori |  |

| Sesto San Giovanni 21 novembre 2021, ore 14:30 CET 15ª giornata | Pro Sesto           | 0 – 0 referto | AlbinoLeffe | Stadio Ernesto Breda (433 spett.)\| Arbitro: \| Zucchetti (Foligno) \| |
| Arbitro:                                                        | Zucchetti (Foligno) |               |             |                                                                        |

| Arbitro: | Andreano (Prato) |

|             |           |                |
| Capogna 49’ | Marcatori | 90+2’ Pasquato |

| Arbitro: | Diop (Treviglio) |

|              |           |             |
| J. Gómez 43’ | Marcatori | 62’ Capogna |

| Arbitro: | Burlando (Genova) |

|  |           |                       |
|  | Marcatori | 21’ Lonardi 62’ Danti |

| Lecco 18 dicembre 2021, ore 17:30 CET 19ª giornata | Lecco              | 0 – 0 referto | Pro Sesto | Stadio Rigamonti-Ceppi (788 spett.)\| Arbitro: \| Frascaro (Firenze) \| |
| Arbitro:                                           | Frascaro (Firenze) |               |           |                                                                         |

#### Girone di ritorno
| Arbitro: | Baratta (Rossano) |

|            |           |            |
| Grandi 16’ | Marcatori | 53’ Perico |

| Vercelli 9 gennaio 2022, ore 14:30 CET 21ª giornata | Pro Vercelli  | 0 – 0 referto | Pro Sesto | Stadio Silvio Piola (433 spett.)\| Arbitro: \| Ancora (Roma) \| |
| Arbitro:                                            | Ancora (Roma) |               |           |                                                                 |

| Arbitro: | Tremolada (Monza) |

|                            |           |           |
| Caverzasi 30’ Marchesi 36’ | Marcatori | 8’ Bariti |

| Arbitro: | Iacobellis (Pisa) |

|                                              |           |                |
| Mastroianni 26’ Palmieri 72’ Arrondini 90+2’ | Marcatori | 42’ Cerretelli |

| Arbitro: | Marotta (Sapri) |

|                    |           |                                                                 |
| Capelli 29’ (rig.) | Marcatori | 54’ Maistrello 59’ K. Piscopo 84’ Rossetti 90+4’ (rig.) Cicconi |

| Arbitro: | Leone (Barletta) |

|                     |           |                           |
| Trotta 26’ Ligi 40’ | Marcatori | 12’, 33’ Capogna 45’ Sala |

| Arbitro: | Sfira (Pordenone) |

|  |           |                |
|  | Marcatori | 87’ Balestrero |

| Arbitro: | Gemelli (Messina) |

|  |           |                                    |
|  | Marcatori | 59’ De Sena 83’ Adamoli 90’ Ghezzi |

| Arbitro: | Djurdjevic (Trieste) |

|                                |           |              |
| Scapuzzi 10’ (rig.) Ghezzi 64’ | Marcatori | 43’ Cesarini |

| Arbitro: | Saia (Palermo) |

|                                |           |                |
| Ronaldo 20’ (rig.) Bifulco 31’ | Marcatori | 77’ Cerretelli |

| Arbitro: | Di Francesco (Ostia Lido) |

|  |           |               |
|  | Marcatori | 88’ De Winter |

| Arbitro: | Di Graci (Como) |

|                                |           |                         |
| Scapuzzi 61’ (rig.) Ghezzi 65’ | Marcatori | 22’ Zé Gomes 82’ Solcia |

| Arbitro: | Angelucci (Foligno) |

|                     |           |  |
| Rover 7’ Voltan 25’ | Marcatori |  |

| Arbitro: | Costanza (Agrigento) |

|                     |           |                              |
| Scapuzzi 90’ (rig.) | Marcatori | 47’ Silvestro 57’ Monachello |

| Arbitro: | Vergaro (Bari) |

|             |           |             |
| Manconi 66’ | Marcatori | 16’ De Sena |

| Trento 2 aprile 2022, ore 17:30 CEST 35ª giornata | Trento                  | 0 – 0 referto | Pro Sesto | Stadio Briamasco (700 spett.)\| Arbitro: \| Arace (Lugo di Romagna) \| |
| Arbitro:                                          | Arace (Lugo di Romagna) |               |           |                                                                        |

| Arbitro: | Pirrotta (Barcellona Pozzo di Gotto) |

|              |           |                          |
| Pecorini 89’ | Marcatori | 68’ Contini 90+1’ Sgarbi |

| Arbitro: | Burlando (Genova) |

|  |           |             |
|  | Marcatori | 79’ Adamoli |

| Arbitro: | Giordano (Novara) |

|              |           |  |
| Pecorini 18’ | Marcatori |  |

### Play-out
| Arbitro: | Fiero (Pistoia) |

|             |           |          |
| Jimenez 50’ | Marcatori | 57’ Sala |

| Arbitro: | Feliciani (Teramo) |

|             |           |                  |
| De Sena 76’ | Marcatori | 17’ (rig.) Cocco |

### Coppa Italia Serie C
| Arbitro: | Iacobellis (Pisa) |

|                        |           |                                             |
| Grandi 1’ Marchesi 17’ | Marcatori | 33’ Sersanti 40’ Cudrig 107’ (rig.) Miretti |

## Statistiche

### Statistiche di squadra
| Competizione         | Punti | In casa | In casa | In casa | In casa | In casa | In casa | In trasferta | In trasferta | In trasferta | In trasferta | In trasferta | In trasferta | Totale | Totale | Totale | Totale | Totale | Totale | DR  |
| Competizione         | Punti | G       | V       | N       | P       | Gf      | Gs      | G            | V            | N            | P            | Gf           | Gs           | G      | V      | N      | P      | Gf     | Gs     | DR  |
| -------------------- | ----- | ------- | ------- | ------- | ------- | ------- | ------- | ------------ | ------------ | ------------ | ------------ | ------------ | ------------ | ------ | ------ | ------ | ------ | ------ | ------ | --- |
| Serie C              | 38    | 19+1    | 3       | 7+1     | 9       | 16+1    | 25+1    | 19+1         | 5            | 7+1          | 7            | 17+1         | 21+1         | 40     | 8      | 16     | 16     | 35     | 48     | -13 |
| Coppa Italia Serie C | -     | 1       | 0       | 0       | 1       | 2       | 3       | 0            | 0            | 0            | 0            | 0            | 0            | 1      | 0      | 0      | 1      | 2      | 3      | -1  |
| Totale               | 38    | 21      | 3       | 8       | 10      | 19      | 29      | 20           | 5            | 8            | 7            | 18           | 22           | 41     | 8      | 16     | 17     | 37     | 51     | -14 |

### Andamento in campionato
| Giornata  | 1  | 2  | 3  | 4  | 5  | 6  | 7  | 8  | 9  | 10 | 11 | 12 | 13 | 14 | 15 | 16 | 17 | 18 | 19 | 20 | 21 | 22 | 23 | 24 | 25 | 26 | 27 | 28 | 29 | 30 | 31 | 32 | 33 | 34 | 35 | 36 | 37 | 38 |
| --------- | -- | -- | -- | -- | -- | -- | -- | -- | -- | -- | -- | -- | -- | -- | -- | -- | -- | -- | -- | -- | -- | -- | -- | -- | -- | -- | -- | -- | -- | -- | -- | -- | -- | -- | -- | -- | -- | -- |
| Luogo     | T  | C  | T  | C  | T  | C  | T  | C  | T  | C  | T  | T  | C  | T  | C  | C  | T  | C  | T  | C  | T  | C  | T  | C  | T  | C  | T  | C  | T  | C  | C  | T  | C  | T  | T  | C  | T  | C  |
| Risultato | P  | P  | P  | N  | P  | P  | N  | N  | V  | N  | N  | V  | P  | P  | N  | N  | N  | P  | N  | N  | N  | V  | P  | P  | V  | P  | V  | V  | P  | P  | N  | P  | P  | N  | N  | P  | V  | V  |
| Posizione | 18 | 19 | 19 | 19 | 20 | 20 | 20 | 20 | 20 | 20 | 20 | 19 | 20 | 20 | 20 | 19 | 19 | 19 | 19 | 19 | 20 | 14 | 20 | 20 | 19 | 20 | 19 | 18 | 15 | 15 | 16 | 17 | 17 | 17 | 17 | 17 | 17 | 17 |

Legenda:

Luogo: C = Casa; T = Trasferta. Risultato: V = Vittoria; N = Pareggio; P = Sconfitta.